# Terry, Mississippi
Terry är en ort i Hinds County i Mississippi. Orten hette ursprungligen Dry Grove och döptes om efter markägaren W.D. Terry.